# Vassy-sous-Pisy
Vassy-sous-Pisy, anteriormente Vassy, es una localidad y comuna francesa situada en la región de Borgoña, departamento de Yonne, en el distrito de Avallon y cantón de Guillon.

## Demografía
| 325 | 327 | 336 | 286 | 331 | 281 | 337 | 355 | 355 | 349 | 288 | 290 | 295 | 300 | 296 | 271 | 269 | 256 | 255 | 230 | 188 | 175 | 183 | 171 | 190 | 153 | 130 | 119 | 121 | 96 | 89 | 96 | 83 |
| Para los censos de 1962 a 1999 la población legal corresponde a la población sin duplicidades (Fuente: INSEE [Consultar]) |     |     |     |     |     |     |     |     |     |     |     |     |     |     |     |     |     |     |     |     |     |     |     |     |     |     |     |     |    |    |    |    |

Gráfico de evolución demográfica de la comuna desde 1793